# La cacera de l'hipopòtam (Rubens)
La cacera de l'hipopòtam és un quadre del pintor flamenc Peter Paul Rubens, realitzat cap al 1615-1616. Es tracta d'una pintura a l'oli sobre tela, que fa 2,48 metres d'alt i 3,21 metres d'ample. Actualment es conserva a l'Alte Pinakothek de Múnic (Alemanya). Rubens busca pintar aquí una lluita o batalla entre l'home i la bèstia en què els dos tenen una oportunitat.
Aquesta tela va ser un encàrrec del príncep elector Maximilià I de Baviera, que cap a 1615 va contractar Rubens perquè li pintés quatre escenes de caça com a decoració de l'antic palau de Schleißheim. Amb motiu de les guerres napoleòniques, les quatre teles van ser portades a París com a botí. Només es va retornar a Baviera aquesta Cacera de l'hipopòtam.
Al centre del quadre, l'hipopòtam amb la gola oberta, és atacat pels caçadors. L'animal està representat amb exactitud, el que fa pensar que Rubens va tenir l'oportunitat de veure algun exemplar en viu. A sota d'ell, apareix un cocodril. Als costats, dos gossos de caça. Per sobre, tres moros damunt un cavall encabritat l'ataquen amb llances. En primer pla, a terra, a l'esquerra es veu un caçador que ataca l'animal, intentant escapar; a la dreta, jeu altre, cap per avall, immòbil. Per la vora del costat dret es pot veure un paisatge exòtic.